# 头陀

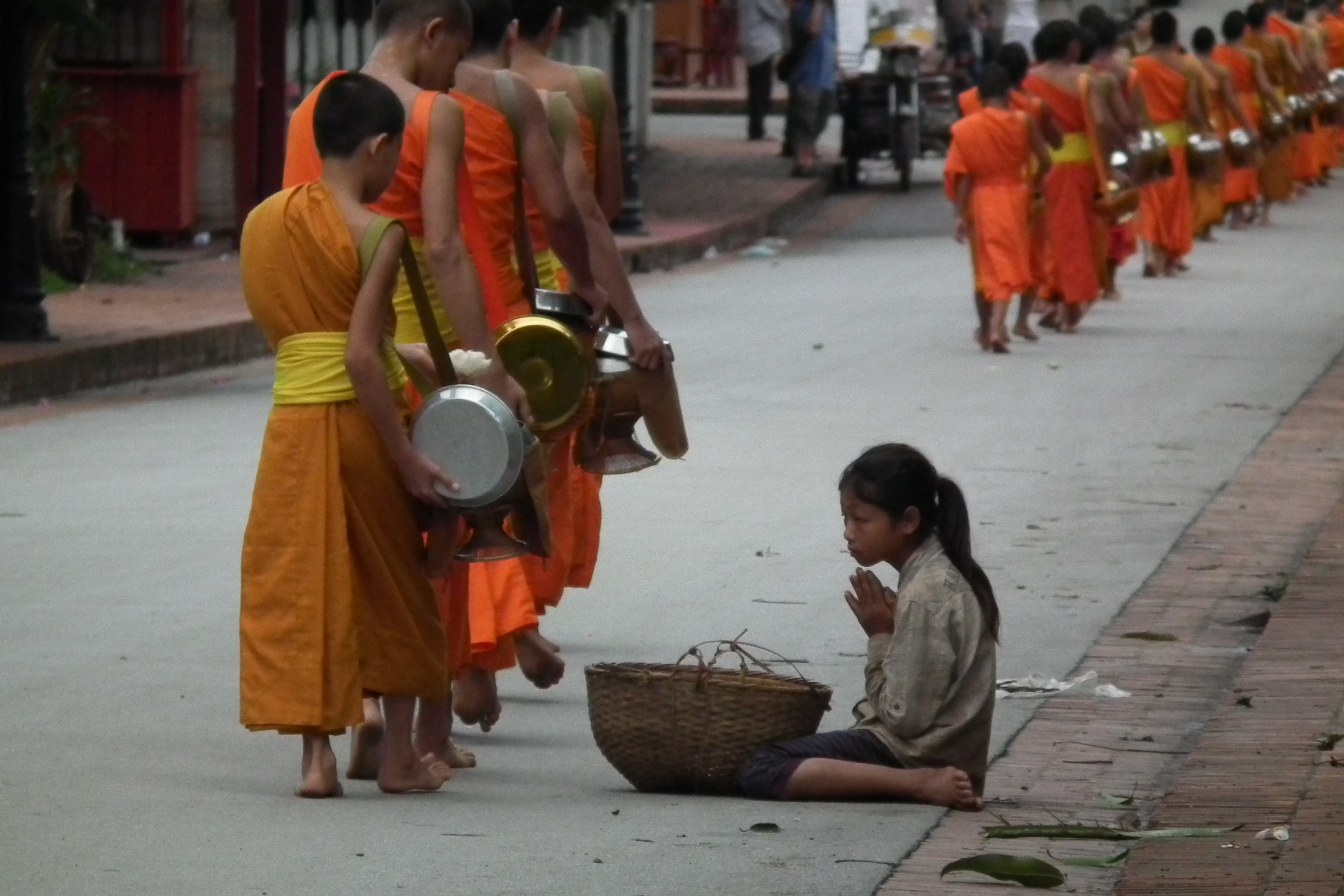
老挝・琅勃拉邦

頭陀（或頭陀支，梵語、巴利語：dhutaṅga ），佛教用語，也音譯作杜多、杜荼、毒他、投多、偷多、塵吼多，是基於中古漢語發音的音譯（中古漢語 頭 /du/ 陀 /da/），如兼顧意譯，可作抖擻、淘汰、抖拣、洮汰、浣洗等，是佛教僧侶的一種修行方式，通常稱為頭陀行、頭陀事或頭陀功德。修頭陀行的人的稱為“頭陀行者”。佛陀的十大弟子中，摩訶迦葉就是頭陀第一。因他們長居阿蘭若，遠離人群，故又稱阿蘭若比丘，或森林比丘、叢林比丘。又因嚴行托缽乞食之祖制，又名托缽僧。
頭陀一詞傳到中土之後，廣泛的解釋中也指行腳乞食的出家人之意，那通常是行腳天下，流落江湖，不理頭髮的苦行僧。

## 簡介
頭陀，梵文意指修治、抖擻、棄除，也就是說要滌除煩惱與塵垢，捨卻不需要的衣、食、住來修練身心。由於古代印度的宗教裡一般的出家者大多是禁止所有欲（佔有欲），所以他們認為出家人為了修行功德，居所、飲食都不需要掛念，托缽乞食，堪受人天供養。這「三衣一缽」就是出家修行者最基本之物。
釋迦牟尼反對傳統沙門的各種苦行，但他同意僧團可以接受一部分使人少欲知足的傳統沙門修行方式，因此，他制定了頭陀修行法。與頭陀相對的，稱為聚落比丘，他們平常居住在城鎮或是聚落的近郊，與俗人混居。頭陀行的例外是結夏安居時期，頭陀行者需要回到僧團之中，參加誦戒布薩。在這段期間，除非經過上座長老的允許，僧人不得獨自居住或外出。
《十二頭陀經》中，頭陀法有十二項。此修行針對一般日常的生活立下十二種修行的條件，所以亦稱為『十二頭陀行』。《解脫道論》和《根本說一切有部毘奈耶》有十三項。依據頭陀法，修行頭陀行只要生活上有最低的需求「三衣一缽」就足夠了。所謂「三衣一缽」是指僧伽梨、鬱多羅僧、安陀會的三衣（又稱為袈裟），與一個使用於飲食的缽。不同經典中，對於頭陀行規定的詳略不一。
傳至後世，頭陀行因為履行十二項規定，居無定所四處行腳乞食，所以一般也稱為這些修行者為頭陀，在世俗看法上這是佛教的苦行僧。

## 頭陀行
《十二頭陀經》記載，頭陀行有以下十二項，分別針對食、衣、住的規定。而這些只是制定修行的一種手段，並非目的，最終是為了修行功德以達成正果。
1. 住阿蘭若（阿蘭若處），居住在森林樹下，儘量離開塵世人居住的地方而住在較安靜的場所。
2. 常行乞食，受天、人供養，不為食而煩惱。
3. 次第行乞，乞食不分貧富之家，沿門托缽。
4. 每日一餐（受一食法），一日只吃一餐。
5. 飲食節量，控制食量，不過食，缽中只受一團飯足矣。
6. 過午不食（午後不得飲漿），過中午之後不得飲漿。
7. 著弊衲衣，又作糞掃衣,穿著用廢棄的舊衣布料製成的衣服。
8. 只蓄三衣（但三衣），除了三衣之外不需要其他多餘的衣物。
9. 墓地宿止（塚間住），居住於墓地之間。
10. 樹下修行（樹下止），在樹下修习佛法。
11. 露天禪坐（在露地坐），擇空曠露天之地打坐。
12. 常坐不臥，長時間坐禪，不躺下睡觉。

《解脫道論》為頭陀十三支，《解脫道論》和南傳上座部的《清淨道論》比前者多出的是：
1. 隨處住，不選擇居住的地方，隨自己游行所至而住。

根有律亦為頭陀十三支，「飲食節量」以「鉢乞食」代之，亦多出「隨處住」。

## 頭陀十八物

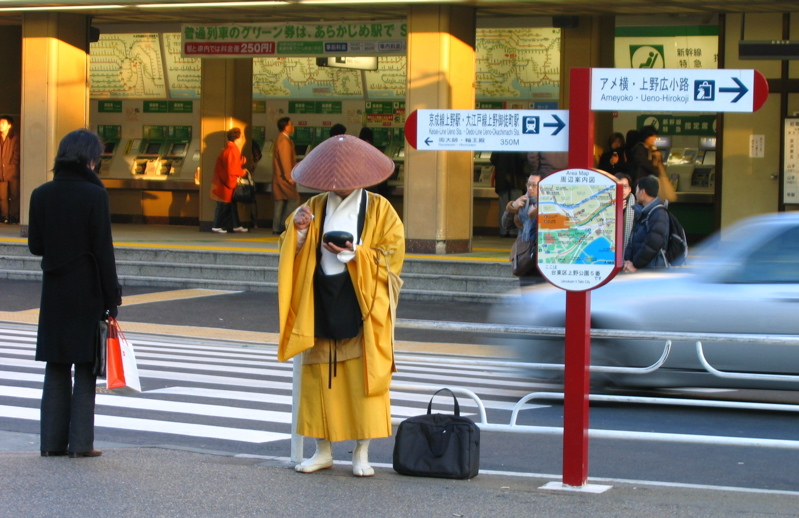
這是現代日本和尚在上野車站前托缽的情境，他手上所拿的黑色碗就是缽，而他胸前背著的帶子就叫做頭陀袋，衣著為袈裟

漢傳佛教中，《梵網經》記載修行頭陀行者可以保有十八种道具，稱為頭陀十八物。修行頭陀四處雲遊時，大乘比丘常會攜帶十八種道具，這就是頭陀十八物。這十八种分別是：楊柳枝（用以净牙）、澡豆（洗淨用的豆粉）、三衣（僧伽梨、鬱多羅僧、安陀會）、水瓶、缽、坐具、錫杖、香爐、香匣、漉水囊、手巾、小刀、火燧、鑷子、繩床、經律、佛像、菩薩像等十八種。